# ال گوردو (خوشهٔ کهکشانی)
ال گوردو (انگلیسی: El Gordo) یا (ACT-CL J0102-4915 یا SPT-CL J0102-4915) بزرگ‌ترین خوشه کهکشانی دوردستی است که در میزان فاصلهٔ آن یا فراتر از آن تا سال ۲۰۱۱ و چند سال فراتر از آن مشاهده شده بود و تا سال ۲۰۱۴ رکورد را در اختیار داشت. این بزرگ‌ترین خوشهٔ کهکشانی دوردست است که با جرم کمی کمتر از سه کوادریلیون «1015» جرم خورشیدی کشف شد هرچند که بعدها جرم آن به حدود ۲٫۱ کوادریلیون جرم خورشید کاهش یافت.
ال گوردو را رصدخانه پرتو ایکس چاندرای ناسا، تلسکوپ کیهان‌شناسی آتاکاما - با بودجهٔ بنیاد ملی علوم، و تلسکوپ بسیار بزرگ رصدخانه جنوبی اروپا کشف شد.
این خوشهٔ کهکشانی رسماً «اِی‌سی‌تی-سی‌ال جِی۰۱۰۲–۴۹۱۵» نامیده می‌شود، اما توسط محققانش به آن یک «لقب» به نام «ال گوردو» داده شده که در زبان اسپانیایی مخفف «The Fat One» یا «The Big One» «آن چاقه» یا «آن بزرگ» است. فاصلهٔ این خوشه کهکشانی از زمین بیش از ۷ میلیارد سال نوری است.
آحرین نتیجه‌ها و یافته‌ها در مورد «ال گوردو» در دویست و نوزدهمین جلسه انجمن نجوم آمریکا در آستین، تگزاس اعلام شد.